# Associazione Sportiva Bisceglie 1960-1961
Questa voce raccoglie le informazioni riguardanti l'Associazione Sportiva Bisceglie nelle competizioni ufficiali della stagione 1960-1961.

## Rosa
| N. |                   | Ruolo | Calciatore           |
| -- | ----------------- | ----- | -------------------- |
|    | Italia (bandiera) | C     | Pietro Antonino      |
|    | Italia (bandiera) | D     | Adriano Biscaro      |
|    | Italia (bandiera) | C     | Salvatore Bruno      |
|    | Italia (bandiera) | C     | Sergio Danelon       |
|    | Italia (bandiera) | C     | Giuseppe De Palma    |
|    | Italia (bandiera) | D     | Francesco Di Corrado |
|    | Italia (bandiera) | C     | Bruno Ferro          |
|    | Italia (bandiera) | D     | Giuseppe Lonigro     |
|    | Italia (bandiera) | D     | Gualtiero Marchiani  |
|    | Italia (bandiera) | D     | Valerio Masoni       |

| N. |                   | Ruolo | Calciatore         |
| -- | ----------------- | ----- | ------------------ |
|    | Italia (bandiera) | C     | Cosimo Mesto       |
|    | Italia (bandiera) | A     | Diego Oreste       |
|    | Italia (bandiera) | C     | Giorgio Pengo      |
|    | Italia (bandiera) | A     | Ruggiero Ronzulli  |
|    | Italia (bandiera) |       | Rossi              |
|    | Italia (bandiera) | P     | Giuseppe Sallustio |
|    | Italia (bandiera) | C     | Antonio Spina      |
|    | Italia (bandiera) | A     | Mauro Spina        |
|    | Italia (bandiera) |       | Trione             |
|    | Italia (bandiera) | C     | Guido Vallone      |